# 오아시스 (2002년 영화)
《오아시스》(영어: Oasis)는 이창동 감독의 영화로 2002년 8월 15일 개봉한 다양성 예술 영화다. 2002년 제59회 베니스 영화제에 장편 경쟁부문에 초청되어 감독상, 신인연기상, 국제비평가협회상, 가톨릭언론협회상, 청년비평가상을 받았다.

## 줄거리
29살 청년 종두는 자동차 뺑소니로 인한 과실치사로 2년 6개월 형을 마치고 막 출소했다. 어머니께 드릴 옷도 사서 집으로 찾아가지만 가족들은 어디론가 이사를 가버렸다. 음식점에서 돈 없이 음식을 먹고는 가족들에게 연락을 하려하지만 연락은 닿지 않고 결국 종두는 경찰에게 끌려온다. 동생(종세)이 파출소로 찾아와 가족에게 돌아오지만, 가족은 사회부적응자인 그를 별로 반가워 하지 않는다.
출소 다다음날 종두는 뺑소니 사고의 피해자 집을 인사차 찾아가지만, 피해자 가족들은 화를 내며 그를 돌려보낸다. 마침 이사 중이던 그들은 뇌성마비 환자인 한공주를 버려두고 떠나며, 종두는 쓸쓸하게 남겨진 한공주에게 다시 돌아가 과일바구니를 몰래 놓고 온다. 다녀온 뒤에도 공주 생각이 난 종두는 한 밤에 자신이 일하는 중식집 배달 오토바이를 끌고 한공주 집에 간다. 집 앞에까지 갔다가 그냥 돌아오던 종두는 교통사고를 당하고 형수의 구박을 듣는다.
아침에 종두는 꽃을 들고 다시 한공주집에 찾아간다. 마침 나타난 옆집 아주머니에게 꽃을 전해주고 오다가 발걸음을 재차 돌려 혼자 있는 공주의 방에 들어간다. 자신의 호감을 표시하던 종두는 신체가 자유롭지 않은 공주를 강간하려 한다. 그러던 중 공주는 기절하고 놀란 종두는 자책하며 급히 찬물로 공주가 정신차리게 한 뒤 도망치듯 집을 떠난다.
홀로 남은 공주에게 세상은 너무나 비정하다. 돈 받고 밥 챙겨 주는 옆집 아주머니는 공주네 집에서 남편과 정사를 나누고, 공주 명의로 장애인 주택을 분양받아 이사간 가족도 정부에서 검사관이 올 때나 잠깐 공주를 데려온다. 그리고 공주는 결국 종두가 남겨둔 연락처로 전화를 걸고, 둘은 서로를 알아가며 사랑의 감정을 키워나간다.
공주에게 형을 도와 자동차 정비일을 한다고 속인 종두는 형에게 일을 가르쳐 달라고 한다. 종두는 형의 카센터에서 공주와 자장면을 먹고, 손님 차를 몰고 드라이브도 하면서 데이트를 즐긴다. 환상 속에서 공주는 두 발로 걷고 노래하고 장난도 치지만, 현실에서는 음식점에서도 쫓겨나고, 종두의 가족 모임에서는 뺑소니 사고 피해자 가족이라는 이유까지 더해져 외면받는다.
그러던 어느 날 종두와 공주는 정사를 나누는데, 마침 들른 공주의 가족들이 이 모습을 보게 된다. 경찰서에 끌려가 성폭행 혐의를 받게 된 종두는 경찰서에서 도망친다. 그리고 공주가 평소 무서워하던 나무 그림자를 없애기 위해, 공주네 집 앞 나무에 톱을 들고 올라가 가지를 잘라낸다. 종두는 경찰에 다시 잡혀가지만, 공주는 라디오를 크게 트는 것 외에는 할 수 있는 일이 없다.
시간은 흐르고, 공주는 방에서 청소를 하면서 수감 중인 종두가 돌아올 날만을 기다린다.

## 캐스팅
- 설경구 : 홍종두 역
- 문소리 : 한공주 역
- 안내상 : 홍종일 역
- 류승완 : 홍종세 역
- 추귀정 : 종일 아내 역
- 김진구 : 종두엄마 역
- 손병호 : 한상식 역
- 윤가현 : 상식 아내 역
- 한진섭 : 형사 1 역
- 한대관 : 형사 2 역
- 박명신 : 옆집여자 역
- 박경근 : 옆집남자 역
- 이병철 : 목사 역
- 이종우 : 김군 역
- 강준석 : 홍정민 역
- 라재훈 : 홍정민 역
- 홍종두 : 설경구 역
- 한공주 : 문소리 역
- 홍종일 : 안내상 역
- 권혁풍 : 무전취식 음식점 주인 남 역
- 김보영 : 무전취식 음식점주인여 역
- 이양희 : 형사 가 역
- 이후연 : 형사 나 역
- 허형사 : 형사 다 역
- 이경훈 : 파출소순경 1 역
- 유영환 : 미니수퍼주인 역
- 유인석 : 중국집사장 역
- 박근호 : 중국집종업원 역
- 황현규 : 심방집사 역
- 최연식 : 부동산사장과 친구들 역
- 권영국 : 부동산사장과 친구들 역
- 박팔영 : 부동산사장과 친구들 역
- 박길수 : 부동산사장과 친구들 역
- 유일한 : 부동산사장과 친구들 역
- 이준동 : 부동산사장과 친구들 역
- 임민희 : 여중생 1 역
- 한지현 : 여중생 2 역
- 곽수정 : 아파트 여주인 역
- 압둘 마지드 : 동남아 외국인 역
- 이재진 : 문전박대 식당손님 역
- 김인준 : 문전박대 식당손님 역
- 윤세나 : 동직원 1 역
- 변승욱 : 동직원 2 역
- 채학수 : 차주인 역
- 김영태 : 카센터손님 역
- 류정호 : 사진사 역
- 박통일 : 종두외삼촌 역
- 신종순 : 종두친척들 역
- 방혜원 : 종두친척들 역
- 방두환 : 종두친척들 역
- 박채린 : 종두친척들 역
- 이대세 : 종두친척들 역
- 이인용 : 종두친척들 역
- 이유빈 : 종두친척들 역
- 김영주 : 종두친척들 역
- 황봉자 : 종두친척들 역
- 소재련 : 연희식당 종업원 역
- 황경 : 핸드폰여자 역
- 이모개 : 생수병남자 역
- 고서희 : 생수병여자 역
- 고재석 : 레카파남자 역
- 박성희 : 레카파여자 역
- 홍선영 : 옆집시어머니 역
- 최일석 : 의경 역
- 샤미니 마니캄 : Indian Femade Dancer 역
- 숨폰 운와드 : Indian child 역

## 수상
- 2002년 제59회 베니스 영화제 장편 경쟁부문 초청
- 2002년 제59회 베니스 영화제
  - 감독상 이창동
  - 국제비평가협회상
  - 가톨릭언론협회상
  - 청년비평가상 수상
  - 신인연기상 문소리
- 2003년 제12회 브리즈번 아시아 퍼시픽 영화제 넷팩상 이창동
- 2003년 제3회 세빌리아영화제 관객상 이창동
- 2003년 제3회 팜스프링즈 국제영화제 오스카상 이창동
- 2003년 제39회 백상예술대상
  - 영화부문 작품상 이창동
  - 영화부문 감독상 이창동
- 2003년 제29회 시애틀국제영화제
  - 남우주연상 설경구
  - 여우주연상 문소리
- 2002년 제10회 춘사대상영화제
  - 대상 이창동
  - 감독상 이창동
  - 각본상 이창동
  - 남우주연상 설경구
  - 여우주연상 문소리
- 2002년 제3회 부산영화평론가협회상
  - 각본상 이창동
  - 남우주연상 설경구
- 2002년 제23회 청룡영화상
  - 신인여우상 문소리
- 2002년 제1회 대한민국영화대상
  - 최우수작품상 이창동
  - 감독상 이창동
  - 각본상 이창동
  - 남우주연상 설경구
  - 여우주연상 문소리
  - 신인여우상 문소리